# Бородинка (Полтавский район)
Бородинка — деревня в Полтавском районе Омской области России. Входит в состав Вольновского сельского поселения. Население 166 чел. (2010). Место компактного проживания российских немцев. .

## История
В соответствии с Законом Омской области от 30 июля 2004 года № 548-ОЗ «О границах и статусе муниципальных образований Омской области» Бородинка вошла в состав образованного муниципального образования «Вольновское сельское поселение».

## География
Находится на юго-западе региона, у государственной границы с Казахстаном (район Магжана Жумабаева, Северо-Казахстанская область — примерно в 5 км.), у оз. Бородинское.

## Население
| 2010 |
| ---- |
| 166  |

Гендерный состав
По данным Всероссийской переписи населения 2010 года в гендерной структуре населения из 166 человек мужчин — 85, женщин — 81	(51,2 и 48,8 % соответственно).
Национальный состав
Согласно результатам переписи 2002 года, в национальной структуре населения немцы	составляли 37 %, русские 31 % от общей численности населения в 288 чел..

## Инфраструктура
Личное подсобное хозяйство.

## Транспорт
Просёлочные дороги.